# Politikåret 1989

## Händelser

### Januari
- 6 januari – Två sikher hängs i Tiharfängelset i New Delhi, efter att ha dömts till döden för mordet på Indiens premiärminister Indira Gandhi 1984.[1]
- 7 januari – Carl Bildt avslutar ett veckolångt besök i Estniska SSR.[1]
- 7-11 januari – I Paris avslutas en internationell konferens, där 151 länder enhälligt kräver förbud mot kemiska stridsmedel.[1]
- 11 januari – Ronald Reagan håller sitt avskedstal som USA:s president.[1]
- 18 januari – ESK avslutas i Wien efter två år och fyra månader.[1]
- 19 januari
  - Ante Marković blir ny premiärminister i Jugoslavien.[1]
  - Sveriges finansminister Kjell-Olof Feldt meddelar att svenska regeringen drar tillbaka förslaget om utgiftsram för offentliga lönekostnader i statsbudgeten, efter våldsamma protester bland lärare och elever mot besparingar inom skolan.[1]
- 20 januari – George H.W. Bush efterträder Ronald Reagan som USA:s president.[1]
- 21 januari – Sveriges statsminister Ingvar Carlsson inleder ett officiellt besök i Östtyskland, efter ett besök i Västtyskland.[1]
- 26 januari
  - Pertti Paasio efterträder Kalevi Sorsa som utrikesminister i Finland.[1]
  - Sveriges regering ombildas. En okänd kommunalpolitiker från Katrineholm, Göran Persson, blir skolminister och Maj-Lis Lööw blir invandrarminister.[1]

### Februari
- 1 februari
  - Sveriges riksdag har allmänpolitisk debatt, där nya tidsgränser för inledande anföranden och repliker samt för indelningen i debattämnen införs, för att stärka Sveriges riksdags position i den allmänna debatten.[1]
  - Iran uppmärksammar 10-årsminnet av Ayatollah Khomeinis återkomst 1979.[1]
- 3 februari – I Paraguay störtas president Alfredo Stroessner vid en blodig militärkupp ledd av general Andrés Rodríguez.[1]
- 6 februari – I Polen inleds samtal mellan regeringen och fackföreningen Solidaritet.[1]
- 7 februari – Svenska staten köper in Sagerska palatset från Sagerska stiftelsen för 45,5 miljoner SEK, avsedd som bostad för Sveriges statsminister.[1]
- 8 februari – Sveriges utrikesminister Sten Andersson inleder ett tredagarsbesök i Polen, under vilket bland annat ett avtal om gränsproblemen på Östersjön mellan de två staterna undertecknas.[1]
- 9 februari – USA:s president George H.W. Bush presenterar sin första statsbudget, vilken innebär miljardsatsningar mot AIDS och knark.[1]
- 11 februari – Sveriges statsminister Ingvar Carlsson inleder ett fyra dagar långt besök i Zimbabwe, vilket är hans första Afrikabesök som svensk statsminister.[1]
- 14 februari – På ett möte i El Salvador antas ett nytt fredsdokument för Costa Rica, El Salvador, Guatemala, Honduras och Nicaragua.[1]
- 15 februari – Kung Carl XVI Gustaf av Sverige uttalar sig, från ett statsbesök i Nya Zeeland, kritiskt till Norges säljakt, vilket leder till kritik mot lämpligheten i att han som svenskt statsöverhuvud uttalar sig politiskt.[1]
- 21 februari – I Tjeckoslovakien döms Václav Havel till nio månaders fängelse för "uppvigling" sedan han bland annat vid 20-årsminnet av Jan Palachs död den 15 januari ha försökt lägga blommor vid Václavplatsen i Prag.[1]
- 22 februari – Sveriges riksdag har utrikespolitisk debatt.[1]
- 23 februari – De samlade afghanska motståndsrörelsernas råd, Shuran, utser president och regering på ett möte i Pakistan.[1]
- 24 februari – Algeriet blir flerpartistat.[1]
- 25 februari – USA:s president George H.W. Bush inleder ett två dagar långt besök i Kina.[1]
- 27-28 februari – Venezuela drabbas av de våldsammaste upploppen på 30 år, och undantagstillstånd införs.[1]

### Mars
- 6 mars – ESK i Wien inleder sin andra fas.[1]
- 7 mars
  - Iran avbryter sina diplomatiska förbindelser med Storbritannien, då man menar att britterna är "fiender till islam".[1]
  - Undantagstillstånd införs i Lhasa, efter en tids våldsamma protester i Tibet inför 30-årsminnet av då Kina slog ned upproret 1959, och Dalai lama flydde till Indien.[1]
- 14 mars – Storbritanniens finansminister Nigel Lawson presenterar en statsbudget, med sänkta skatter för låginkomsttagare och pensionärer.[1]
- 16 mars – Jugoslaviens nya premiärminister Ante Marković presenterar ett radikalt reformprogram för att rädda Jugoslavien ur sin värsta kris sedan andra världskriget. Regeringen bantas med 10 till 19 ministrar, samtidigt som "marknadsanpassad ekonomi" utlovas.[1]
- 17 mars – Dick Cheney tillträder som försvarsminister i USA.[1]
- 20 mars – EFTA-EG överlämnar vid ett möte i Bryssel en deklaration om utvidgat samarbete mellan de två organisationerna.[1]

### April
- 2 april – Sovjetunionens president Michail Gorbatjov inleder ett tredagarsbesök i Kuba.[1]
- 5 april – Rundabordsamtal i Polen leder till att kommunistpartiets maktmonopol avskaffas.[1]
- 9 april – Cirka 20 personer dödas och över 200 skadas vid sammanstötningar i Tbilisi mellan demonstranter och militären.[1]
- 13 april – Helmut Kohl bildar om Västtysklands regering.[1]
- 17 april – Fackföreningen Solidaritet legaliseras i Polen.[1]
- 19 april – 300-årsminnet av drottning Kristina av Sveriges död uppmärksammas i Rom.[1]
- 20 april
  - 100-årsminnet av Adolf Hitlers födelse uppmärksammas.[1]
  - Sovjetiske fysikern Andrej Sacharov väljs in i Sovjetunionens folkdeputerades kongress.[1]
- 22 april – 150 000 personer protesterar på Himmelska fridens torg i Peking i den största manifestationen i Kina sedan det kommunistiska maktövertagandet 1949.[1]

### Maj
- 1 maj – Första maj i Sverige domineras svenska regeringens ekonomiska åtstramningsförslag med höjd moms.[1]
- 2 maj – Ungern börjar riva ned det elektrifierade taggtrådsstängslet på gränsen mot Österrike.[1]
- 4 maj – Margaret Thatcher firar 10 års som brittisk premiärminister, ingen annan brittisk premiärminister har 1989 under 1900-talet suttit lika länge.[1]
- 15 maj
  - Sovjetunionens president Michail Gorbatjov inleder ett fyradagar långt besök i studentprotesternas Kina, och blir därmed första sovjetiska statschefen på 30 år att göra ett sådant besök.[1]
  - 39-årige Janez Drnovšek tillträder som ny president i Jugoslaviens, den 1989 yngste i republikens historia.[1]
  - USA:s president George H.W. Bush prisar Sveriges utrikesminister Sten Andersson för arbetet med att få igång en dialog mellan USA och Palestinska befrielseorganisationen.[1]
  - Sveriges statsminister inleder ett fyra dagar långt besök i Island, präglat av förhandlingarna EG-EFTA.[1]
- 17 maj
  - Polens Sejmen antar, efter uppgörelser mellan regering och opposition i april 1989, en lag som stärker romersk-katolska kyrkans ställning, genom att ge den rätt att bygga nya kyrkobyggnader, undervisa i religion, samt driva skolor och sända mässor och religiösa program i radio och TV. Dessutom återges mark som konfiskerades under 1950-talet.[1]
  - Tjeckoslovakien friges Václav Havel ur fängelse efter domstolsbeslut.[1]
- 21 maj – Sovjetunionen utvisar 14 britter, åtta diplomater och sex journalister, för att Storbritannien två dagar tidigare förklarat elva sovjetiska diplomater och journalister icke önskvärda Båda sidor har beskyllt varandra för spionage.[1]
- 25 maj – Sovjetunionens folkdeputerades kongress inleder sin första session.[1]
- 27 maj – Burma byter namn till Myanmar.[1]
- 29 maj – Undantagstillstånd införs Argentina av avgående presidenten Raúl Alfonsín efter en längre tids kravaller och oroligheter.[1]
- 31 maj – Demokraten Jim Wright avgår som talman i USA:s representanthus, sedan han kritiserats för att ha tagit emot pengar från näringslivet.[1]

### Juni
- 1 juni
  - 66-årige Sosuke Uno utses till Japans nye premiärminister, sedan Noburo Takeshita avgått i samband med Recruitskandalen, där högt uppsatta ledare och ämbetsmän anklagats för att ha tagit emot pengar av Recruit-koncernen.[1]
  - Alfredo Cristiani tillträder som president i El Salvador.[1]
- 4 juni
  - Kinesiska studenter, som demonstrerar för frihet och rättvisa, dödas i en massaker på Himmelska fridens torg i Kinas huvudstad Peking.[1]
  - Sveriges socialdemokratiska arbetareparti noterar partiets lägsta siffra på fem år, 39,8 %, vid SIFO-mätningar i Sverige.[1]
- 5 juni – Sverige avbryter alla kontakter med de kinesiska ledare som anses ansvariga för Massakern på Himmelska fridens torg, och portar Kinas tidigare president Li Xiannian från Sverige-besök kommande höst.[1]
- 6 juni – Sveriges kungapar talar på Sveriges nationaldag i Skåne om vikten av tolerans, medmänsklighet, intresse och generositet.[1]
- 7 juni – Sovjetunionens folkdeputerades kongress utser Nikolaj Ryzjkov till premiärminister i Sovjetunionen.[1]
- 8 juni
  - Romersk-katolska kyrkans påve Johannes Paulus II inleder ett fyra dagars besök i Sverige, då han genomför det första besöket i Norden av en romersk-katolsk påve.[1]
  - Sovjetunionens folkdeputerades kongress avslutar sin första session.[1]
- 9 juni – Undantagstillståndet i Sydafrika förlängs.[1]
- 12 juni – Sovjetunionens premiärminister Nikolaj Ryzjkov reser till de etniska oroligheternas Uzbekiska SSR, där uzbeker angripit minoritetsfolket mescheter.[1]
- 13 juni – Sovjetunionen och Västtyskland under tecknar en deklaration om alla folks och staters rätt att själva bestämma sin framtid, då sovjetiska presidenten Michail Gorbatjov besöker Västtyskland.[1]
- 16 juni – Över 100 000 delegater hedrar minnet av Imre Nagy och andra ledare från Ungernrevolten vid en ceremoni i Budapest.[1]
- 23 juni – Sveriges finansminister Kjell-Olof Feldt inviger Erlandergårdens kursgård, belägen intill Tage Erlanders barndomshem.[1]
- 30 juni – I Sudan störtas premiärminister Sadiq el-Mahdi och hans regering vid en oblodig statskupp.[1]

### Juli
- 2 juli – Tzannis Tzannetakis tillträder som ny premiärminister i Grekland.[1]
- 8 juli – Carlos Menem tillträder som president i Argentina.[1]
- 9 juli – USA:s president George H.W. Bush inleder ett fyra dagar långt besök i Östeuropa med att besöka Polen.[1]
- 14 juli – 200-årsminnet av Franska revolutionen 1789 uppmärksammas.[1]
- 19 juli – Wojciech Jaruzelski utses till president i Polen.[1]
- 22 juli – Kristdemokraten Giulio Andreotti bildar koalitionsregering i Italien, som därmed får sin 49:e regering sedan 1945.[1]
- 25 juli – John Major ersätter Geoffrey Howe som inrikesminister i Storbritannien.[1]
- 29 juli – Högsta Sovjet godkänner ekonomiskt självstyre för Estniska SSR, Lettiska SSR och Litauiska SSR från 1 januari kommande år.[1]

### Augusti
- 3 augusti – Ali Akbar Hashemi Rafsanjani tillträder som Irans president.[1]
- 4 augusti – Högsta Sovjet aslutar sin första session i Moskva.[1]
- 8 augusti
  - Costa Rica, El Salvador, Guatemala, Honduras och Nicaragua undertecknar ett fredsavtal för Centralamerika i den honduranska staden Tela.[1]
  - Geoffrey Palmer avlöser David Lange som Nya Zeelands premiärminister.[1]
- 9 augusti – Toshiki Kaifu utses till ny premiärminister i Japan efter avgående Sosuke Uno.[1]
- 14 augusti – Pieter Willem Botha avgår som president i Sydafrika, och ersätts av Frederik Willem de Klerk.[1]
- 23 augusti – Cirka 500 000 personer i Estniska SSR, Lettiska SSR och Litauiska SSR bildar en kedja på 50-årsdagen av Molotov–Ribbentrop-pakten, i en demonstration för fred och baltisk självständighet.[1]
- 24 augusti – Tadeusz Mazowiecki utses till premiärminister i Polen.[1]
- 25 augusti – Finlands statsminister Harri Holkeri presenterar ett budgetförslag med sänkt skatt och höjd oms.[1]
- 27 augusti – Bahman Javadi (Gholam Keshavarz), en kommunistpartiledare från Iran, mördas i Larnaca.[1]
- 30 augusti – En internationell fredskonferens om Kampuchea avslutas i Paris, utan att några konkreta resultat uppnåts.[1]
- 31 augusti – Libyen och Tchad enas om politisk lösning på en 16 år gammal konflikt.[1]

### September
- 1 september – Francisco Rodriguez tillträder som Panamas president.[1]
- 11 september – Ungern tillåter alla östtyskar som befinner sig i Ungern, att passera gränsen till Österrike.[1]
- 12 september – Polens Sejmen godkänner premiärminister Tadeusz Mazowiecki första regering.[1]
- 13 september – 12 000 personer i Kapstaden protesterar mot dödsskjutningen av 23 människor en vecka tidigare.[1]
- 17 september – Sovjetiske oppositionspolitikern Boris Jeltsin inleder ett åtta dagar långt besök i USA.[1]
- 18 september – Sveriges kungapar inleder ett veckolångt besök i Jordanien.[1]
- 21 september – Sveriges statsminister Ingvar Carlsson inleder ett två dagar långt besök i Schweiz.[1]
- 22 september - Överenskommelse om vapenvila i Libanon nås.[1]
- 25 september – Högsta Sovjet inleder sin höstsession, och antar nya lagar som åtgärd mot krisen.[1]

### Oktober
- 1 oktober
  - Folkrepubliken Kina firar 40-årsjubileum.[1]
  - Tusentals tågflyktingar från Östtyskland anländer till Västtyskland.[1]
- 1 oktober – Sveriges socialdemokratiska arbetareparti noteras vid SIFO-mätningar i Sverige, med 38,1 %, för sina lägsta notering sedan mätningarna inleddes 1967.[1]
- 3 oktober
  - Sveriges riksdag inleder riksmötet för 1989/1990.[1]
  - Vid en misslyckad militärrevolt i Panama försöker en grupp yngre officerare störta president Manuel Noriega.[1]
- 7 oktober – Östtyskland firar 40-årsjubileum, vilket präglas av demonstrationer och protester. Hundratals människor uppges ha skadats då polisen angriper demonstranter.[1]
- 11 oktober – Sveriges riksdag har allmänpolitisk debatt.[1]
- 12 oktober – Sveriges statsminister Ingvar Carlsson inleder ett två dagar långt besök i Polen.[1]
- 15 oktober – 77-årige ANC-learen Walter Sisulu friges i Sydafrika efter 26 år i fängelse.[1]
- 16 oktober – Jan P. Syse bildar en borgerlig koalitionsregering i Norge.[1]
- 18 oktober – 77-årige Erich Honecker avgår som president och kommunistpartichef i Östtyskland, och ersätts som partichef av 52-årige Egon Krenz.[1]
- 20 oktober – USA invaderar Panama för att störta general Manuel Noriega och återinsätta den i maj 1989 valda lagliga regeringen.
- 23 oktober – Folkrepubliken Ungern inför flerpartisystem och parlamentarism på 33-årsdagen av Ungernrevoltens utbrott, och inför parlamentarisk demokrati.[1]
- 24 oktober – Egon Krenz utses till ny president i Östtyskland.[1]
- 25 oktober – Sovjetunionens president Michail Gorbatjov gör officiellt besök i Finland.[1]
- 26 oktober – Storbritanniens premiärminister Nigel Lawson avgår.[1]
- 31 oktober – Turgut Özal utses till president i Turkiet.[1]

### November
- 7 november
  - Hela Östtysklands regering avgår.[1]
  - I Sverige blir "Århundradets skattereform" klar genom en uppgörelse mellan den socialdemokratiska regeringen och Folkpartiet.[1]
  - En antikommunistisk demonstrantion i Moskva, på årsdagen av Oktoberrevolutionen, väcker uppmärksamhet.[1]
- 9 november
  - Sveriges utrikesminister Sten Andersson hamnar i blåsväder vid ett besök i Tallinn sedan han sagt att Estniska SSR, Lettiska SSR och Litauiska SSR inte kan betraktas som ockuperade.[1]
  - Berlinmuren öppnas efter beslut av Östtysklands regering och man kan resa fritt mellan Öst- och Västberlin för första gången sedan 1961.[1]
- 17 november
  - Petăr Mladenov utses till ny president i Bulgarien.[1]
  - Hans Modrow tillträder som ny premiärminister i Östtyskland.[1]
- 21 november - Första gången en debatt i Storbritanniens underhus direktsänds i TV.[1]
- 24 november - Elias Hrawi utses till ny president i Libanon.[1]
- 27 november – En generalstrejk genomförs i Tjeckoslovakien för att stödja oppositionens krav på förändringar av den tjeckoslovakiska staten.[1]
- 29 november – Rajiv Gandhi avgår som premiärminister i Indien, sedan Kongresspartiet gått från 415 till 192 platser vid parlamentsvalet i Indien.[1]

### December
- 1 december
  - Michail Gorbatjov blir vid ett besök första sovjetiske president att träffa romersk-katolska kyrkans påve, då han lovar Johannes Paulus II införandet av religionsfrihet i Sovjetunionen.[1]
  - Östtysklands parlament avskaffar kommunistpartiets monopol.[1]
- 2 december - 85-årige Xelnofon Zolatas bildar ny koalitionsregering i Grekland.[1]
- 3 december - USA:s president Ronald Reagan och Sovjetunionens president Michail Gorbatjov möts ombord på sovjetiska kryssningsfartyget Maksim Gorkij vid Marsaxlokkbukten utanför Maltas kust, och diskuterar planerna på nytt toppmöte i Washington, DC i juni kommande år.[1]
- 7 december
  - Cirka 500 elitsoldater i Filippinerna ger upp planerna på att störta president Corazon Aquino.[1]
  - HRC i Johannesburg meddelar att 52 0000 sydafrikaner fängslats utan rättegång sedan 1984, och går man tillbaka till 1960 blir siffran 75 000.[1]
- 8 december – Sveriges riksdag beslutar att från och med 1991 överföra skolväsendet till kommunerna.[1]
- 9 december –  EG-toppmötet i Strasbourg avslutas, och enas om en kompromiss, där tysk återförening skulle innebära att man använder efterkrigstidens gränser, och inte det gamla Tyska riket som 1937 omfattade delar av det som 1989 är västra Polen.[1]
- 10 december – I Tjeckoslovakien tvingas president Gustav Husak avgå efter kritik, och för första gången på 41 år får Tjeckoslovakien en regering med kommunister i minoritet.[1]
- 14 december – Sveriges invandrarminister Maj-Lis Lööw meddelar att Sverige skärpt flyktingpolitiken, så att enbart flyktingar och de som har särskilda skyddsbehov i framtiden får politisk asyl.[1]
- 15 december – Sveriges riksdag antar Sveriges nya skattereform.[1]
- 17 december – Polens finansminister och biträdande premiärminister Leszek Balcerowicz presenterar en budget för övergång till marknadsekonomi.[1]
- 22 december – En revolution i Rumänien leder till att presidentparet Nicolae och Elena Ceaușescu avrättas tre dagar senare.[1]
- 23 december - I Sverige visar SIFO-mätningar att VPK uppnått 8,2 %, vilket är högsta siffran sedan mätningarna inleddes.[1]
- 26 december – Ion Iliescu tillträder som ny president i Rumänien.[1]
- 29 december – Polens Sejmen beslutar att ändra statens namn från "Folkrepubliken Polen" till bara Repubkliken Polen.[1]

## Val och folkomröstningar
- 29 januari – Västberlin går till delstatsparlamentsval. Invandrarfientliga Republikanska partiet kommer in i delstatsparlamentet.[1]
- 12 mars – Hessen går till delstatsparlamentsval. Invandrarfientliga Republikanska partiet kommer in i delstatsparlamentet.[1]
- 19 mars – 41-årige Alfredo Cristiani vinner presidentvalet i El Salvador.[1]
- 26 mars – Första fria parlamentsvalet i Sovjetunionen hålls.[1]
- 2 april
  - RCD vinner alla 141 platser vid parlamentsvalet i Tunisien.[1]
- 2 april – Yassir Arafat väljs till palestinsk president.[1]
- 1 maj – Andrés Rodríguez vinner presidentvalet Paraguay.[1]
- 7 maj – Panama går till presidentvalet, som tre dagar senare ogiltigförklaras efter fuskanklagelser.[1]
- 14 maj – Peronisten Carlos Menem vinner presidentvalet i Argentina.[1]
- 23 maj – Richard von Weizsäcker väljs om som president i Västtyskland.[1]
- 4 juni – Första fria valen i Polen efter kommunistdiktaturen leder till svåra förluster för Polens kommunistiska parti.[1]
- 15 juni – Irland går till parlamentsval, där konservativa Fianna Fáil går kraftigt bakåt och bara får 77 av parlamentets 166 platser.[1]
- 18 juni
  - Konservativa Ny demokrati besegrar regerande PASOK vid parlamentsvalet i Grekland.[1]
  - Vid andra omgången av valet i Polen vinner Solidaritet 99 av 100 platser i Polens senat.[1]
- 15–18 juni – Europaparlamentsval.[1]
- 29 juli – Polens premiärminister Mieczysław Rakowski utses till ny ledare för Polens kommunistiska parti.[1]
- 6 september
  - Sydafrika går till parlamentsval, där Nationalistpartiet behåller majoriteten, trots kraftigaste tillbakagången på över 40 år.[1]
  - Nederländerna går till parlamentsval, där CDA behåller positionen som största parti.[1]
- 11 september – Regerande Det norske Arbeiderparti går kraftigt tillbaka vid stortingsvalet i Norge, och gör sitt sämsta stortingsval efter andra världskriget.[1]
- 14 september – F. W. de Klerk blir Sydafrikas president.
- 29 oktober – Felipe González behåller regeringsmakten vid parlamentsvalet i Spanien.[1]
- 5 november – Ingen får majoritet vid andra omgången vid parlamentsvalet i Grekland.[1]
- 7 november
  - 62-årige demokraten Ed Koch väljs till första svarta borgmästare i New York.[1]
  - SWAPO vinner parlamentsvalet Sydvästafrika.[1]
- 2 december – Kuomintang vinner, men oppositionen skördar framgångar, vid parlamentsvalet i Taiwan. Valet är det första efter upphävandet av de nästan 40 år gamla krigslagarna i Taiwan under 1987, och det första där andra partier än Kuomintang är tillåtna.[1]
- 14 december – Patricio Aylwin vinner presidentvalet i Chile.[1]
- 19 december – Fernando Collor de Mello vinner det första fria presidentvalet i Brasilien på 29 år.[1]
- 28 december – Alexander Dubček väljs till talman i Tjeckoslovakiens parlament.[1]
- 28 december – Václav Havel väljs till president i Tjeckoslovakien, som därmed får en icke-kommunistisk president för första gången sedan 1948.[1]

## Organisationshändelser
- 19 januari – Ungerns socialdemokratiska parti har i Budapest sitt första offentliga möte sedan Ungernrevolten 1956.[1]
- 14 april – Dzjumber Patiasjvilij avsätts som partichef för Georgiens kommunistiska parti.[1]
- 20 april – Sveriges socialdemokratiska arbetareparti firar 100-årsjublileum i Stockholms Folkets hus.[1]
- 25 april – Genom "pensioneringar" genomför Michail Gorbatjov omfattande utrensningar i centralkommittén i Sovjetunionens kommunistiska parti.[1]
- 8 maj
  - Anders Björck från Sverige utses till ny ordförande i Europarådets parlamentariska församling, för en treårsperiod.[1]
  - Janos Kadar avgår som hedersordförande i Ungerns kommunistiska parti, samt lämnar centralkommittén.[1]
- 15 maj – Miljöpartiet beslutar på kongressen i Falun att utreda miljöföljderna av en bro över Öresund.[1]
- 26 maj – Arabförbundet har toppmöte i Casablanca, och för första gången på 10 år deltar Egypten. Man är oeniga om inbördeskriget i Libanon.[1]
- 30 maj – NATO firar 40-årsjubileum med ett möte i Bryssel, och enas om att förhandla med Warszawapakten om nedrustningen av kortdistanskärnvapen.[1]
- 13 juni – I Nyslott klagar Nordens statsministrar i ett gemensamt uttalande mot Kina för kränkningen av mänskliga rättigheter.[1]
- 18 juni – Socialistinternationalen avslutar sin 18:e kongress i Stockholm. Willy Brandt väljs om som ordförande, och konflikten i Mellanöstern är på tapeten.[1]
- 24 juni - Reformvänlige Reszö Nyers utses till ny partipresident i Ungerns kommunistiska parti.[1]
- 27 juni - I Madrid enas EG om att skapa en valutaunion, samt fortsätta arbetet för en ekonomisk union.[1]
- 10 september - I Sverige uttalar VPK sitt stöd för Lars Werner, som bland annat påstås ha hög alkoholkonsumtion.[1]
- 20 september - Michail Gorbatjov genomför omfattande avsättningar inom toppen i Sovjetunionens kommunistiska parti.[1]
- 25 september – USA:s president George H.W. Bush jungfrutalar inför FN:s generalförsamling, och förklarar att USA är beredda att förstöra 80 % av sina kemiska vapen om Sovjetunionen går med på att göra samma sak.[1]
- 7 oktober - Ungerns kommunistiska parti upplöser på en kongress i Budapest sig självt, och blir Ungerns socialistiska parti.[1]
- 9 november - Deng Xiaoping avgår som ordförande för militärkommissionen i Kinas kommunistiska parti, och lämnar därmed sitt sista uppdrag.[1]
- 10 november - Bulgariens president sedan 1971, Todor Zjivkov, avgår som ordförande för Bulgariens kommunistiska parti, en position han innehaft sedan 1954.[1]
- 20 november – FN:s barnkonvention antas.[1]
- 24 november – Nicolae Ceaușescu väljs om som partiledare för Rumänska kommunistpartiet.[1]
- 4 december – Warszawapakten fördömer vid ett möte i Moskva invasionen av Tjeckoslovakien 1968.[1]
- 5 december – Margaret Thatcher väljs om som partiledare för Torypartiet i Storbritannien.[1]
- Okänt datum – Enhedslisten bildas i Danmark.
- 13 december - I Bulgarien upphäver kommunistpartiet sitt maktmonopol.[1]
- 20 december - Litauens kommunistiska parti beslutar att bryta med Sovjetunionens kommunistiska parti och bilda eget, fristående, parti.[1]

## Födda
- 28 maj – Björn Lindgren, Grön Ungdoms språkrör 2011–2013.
- 29 september – Lawen Redar, svensk socialdemokratisk riksdagsledamot sedan 2014.
- 13 oktober – Alexandria Ocasio-Cortez, amerikansk kongressledamot för demokraterna sedan 2019.

## Avlidna
- 7 januari – Hirohito, 87, Japans kejsare sedan 1926.[1]
- 11 januari – José Bustamante y Rivero, Perus president 1945–1948.
- 23 april – Hamani Diori, Nigers förste president 1960–1974.
- 8 maj – John-Olof Persson, svensk socialdemokratisk politiker (död i flygolycka).[1]
- 3 juni – Ruhollah Khomeini, Irans högste ledare 1979–1989.
- 4 juni – Ayatollah Khomeini, 86, Irans andlige ledare.[1]
- 2 juli
  - Hilmar Baunsgaard, Danmarks statsminister 1968–1971.
  - Andrej Gromyko, 79, Sovjetunionens statschef 1985–1988.[1]
- 6 juli – János Kádár, 77, Ungerns tidigare partiledare och president.[1]
- 16 augusti – Anton Nilson, 101, "Amaltheamannen".[1]
- 13 september – Gilles Andriamahazo, Madagaskars president 12 februari–15 juni 1975.
- 28 september – Ferdinand Marcos, 72, Filippinernas president 1965–1986.[1]
- 12 november – Dolores Ibarruri, spansk kommunist.[1]
- 13 november – Frans Josef II av Liechtenstein, 83, liechtensteinsk furste.[1]
- 22 november – René Moawad, Libanons president 5–22 november 1989. (dödad i sprängattentat)[1]
- 2 november – Gunnar Hedlund, 89, svensk politiker.[1]
- 26 november – Ahmed Abdallah, Komorernas förste president 6 juli–3 augusti 1975.
- 25 december – Nicolae Ceaușescu, Rumäniens president 1965–1989 (avrättad).[1]

### Fotnoter
1. 1 2 3 4 5 6 7 8 9 10 11 12 13 14 15 16 17 18 19 20 21 22 23 24 25 26 27 28 29 30 31 32 33 34 35 36 37 38 39 40 41 42 43 44 45 46 47 48 49 50 51 52 53 54 55 56 57 58 59 60 61 62 63 64 65 66 67 68 69 70 71 72 73 74 75 76 77 78 79 80 81 82 83 84 85 86 87 88 89 90 91 92 93 94 95 96 97 98 99 100 101 102 103 104 105 106 107 108 109 110 111 112 113 114 115 116 117 118 119 120 121 122 123 124 125 126 127 128 129 130 131 132 133 134 135 136 137 138 139 140 141 142 143 144 145 146 147 148 149 150 151 152 153 154 155 156 157 158 159 160 161 162 163 164 165 166 167 168 169 170 171 172 173 174 175 176 177 178 179 180 181 182 183 184 185 186 187 188 189 190 191 192 193 194 195 196 197 198 199 200 201 202 203 204 205 206 207 208 209   Horisont 1989. Bertmarks